# クリストファー・ゼッターストランド
クリストファー・ゼッターストランド（スウェーデン語: Kristoffer Zetterstrand、1973年9月27日 - ）は、スウェーデンのシュルレアリスムの画家。

## 来歴
ストックホルムの王立美術研究所とマドリードのマドリード・コンプルテンセ大学美術学部で学ぶ。彼の作品は、古典主義とルネサンス絵画に加え、コンピュータグラフィックス、3Dモデリングからの影響を受けている。2002年の初の個展は、ビデオゲーム『カウンターストライク』をテーマに構成された。2010年、マルクス・ペルソン（Notch）は、オープンワールド・サバイバル・シミュレーションゲーム『Infiniminer』をベースに制作された彼の代表作のゲーム、『Minecraft』にゼッターストランドの絵画作品を登場させた。これにより、ゼッターストランドの絵画はMinecraftの顔とも言うべきものとなった。2024年6月には、Mojang Studiosとの協力の上、Minecraftの15周年を記念して、15枚の絵画が同作に追加された。ゼッターストランドの作品は主として、3DCGソフトで制作された静物画や風景画を基とし、イメージの源泉はヴィンテージの写真や心象など、多岐にわたっている。

## 顕彰
2008年、ゼッターストランドはIASPIS（The International Artists Studio Program in Stockholm）からアーティスト・イン・レジデンス助成を受けた。2012年には、Marianne & Sigvard Bernadotte Art Awardを受賞した。また、2013年にはモザイク作品『Ager Medicinae（医療の風景）』で、スウェーデンの建築において革新的なタイル・陶器の技法を用いた作品に贈られるStora Kakelprisetを受賞した。ソルナ市、新カロリンスカ・ソルナ大学病院の立体駐車場の外壁の装飾として委託された『Ager Medicinae』は、340メートル四方に及ぶ作品で、医学史のおおまかな流れをドット絵で表現している。

## ギャラリー

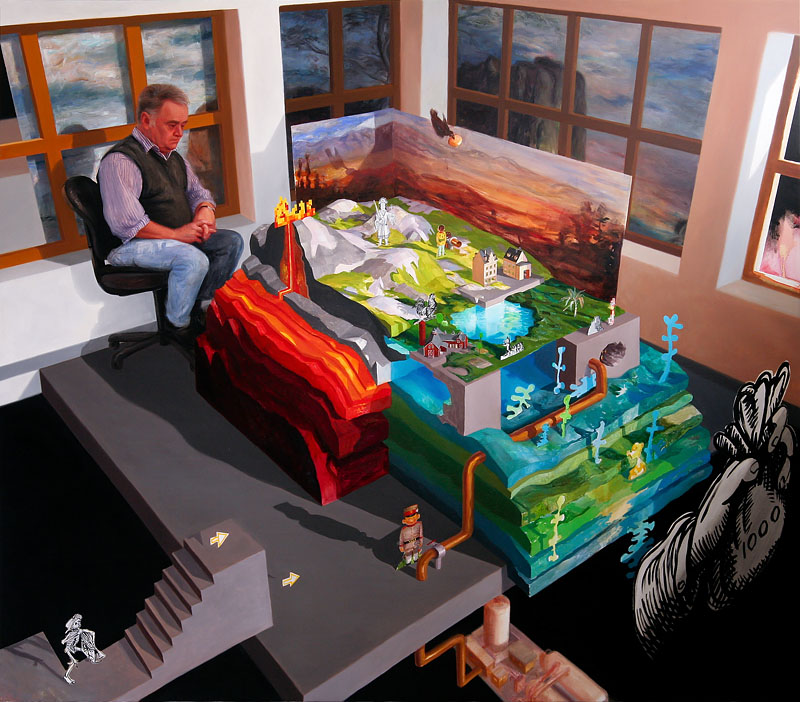
『The game』（2009年）
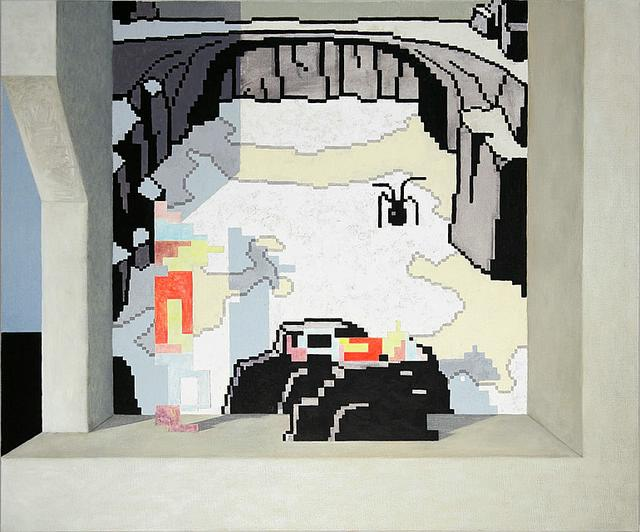
『The stage is set』（2006年）
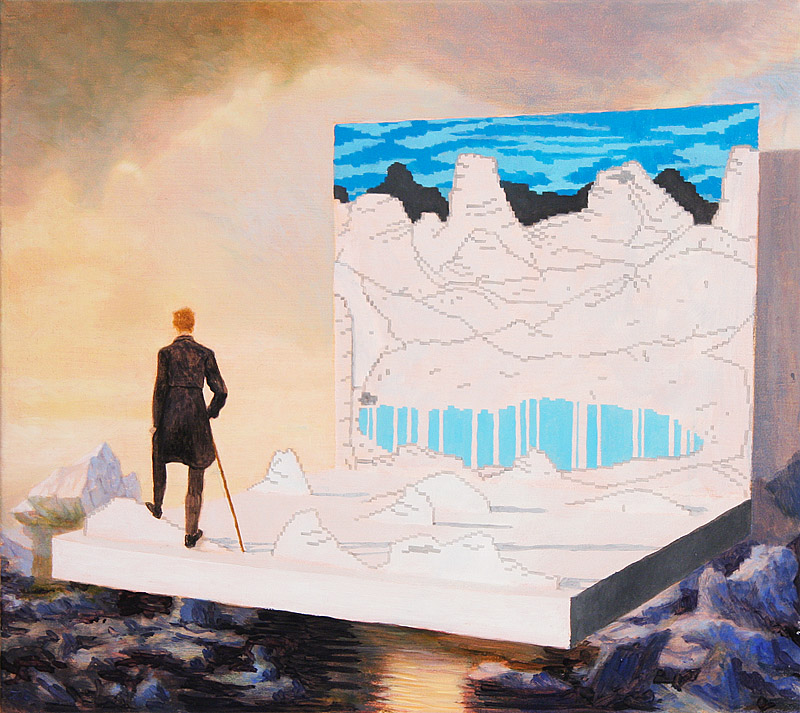
『Wanderer』（2008年）
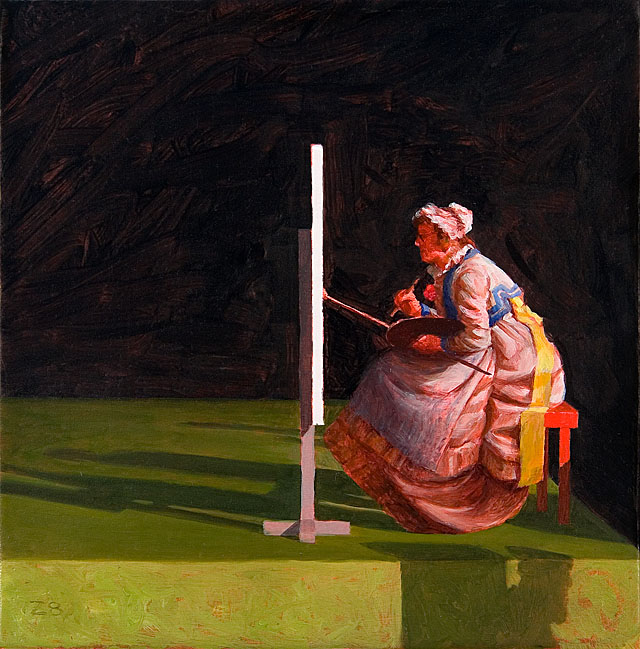
『The master』（2008年）
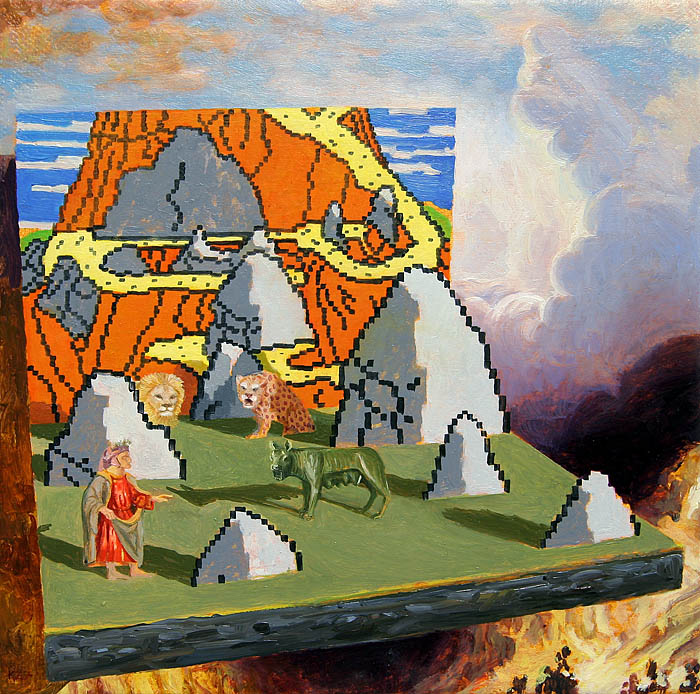
『Dante and the three beasts』（2007年）
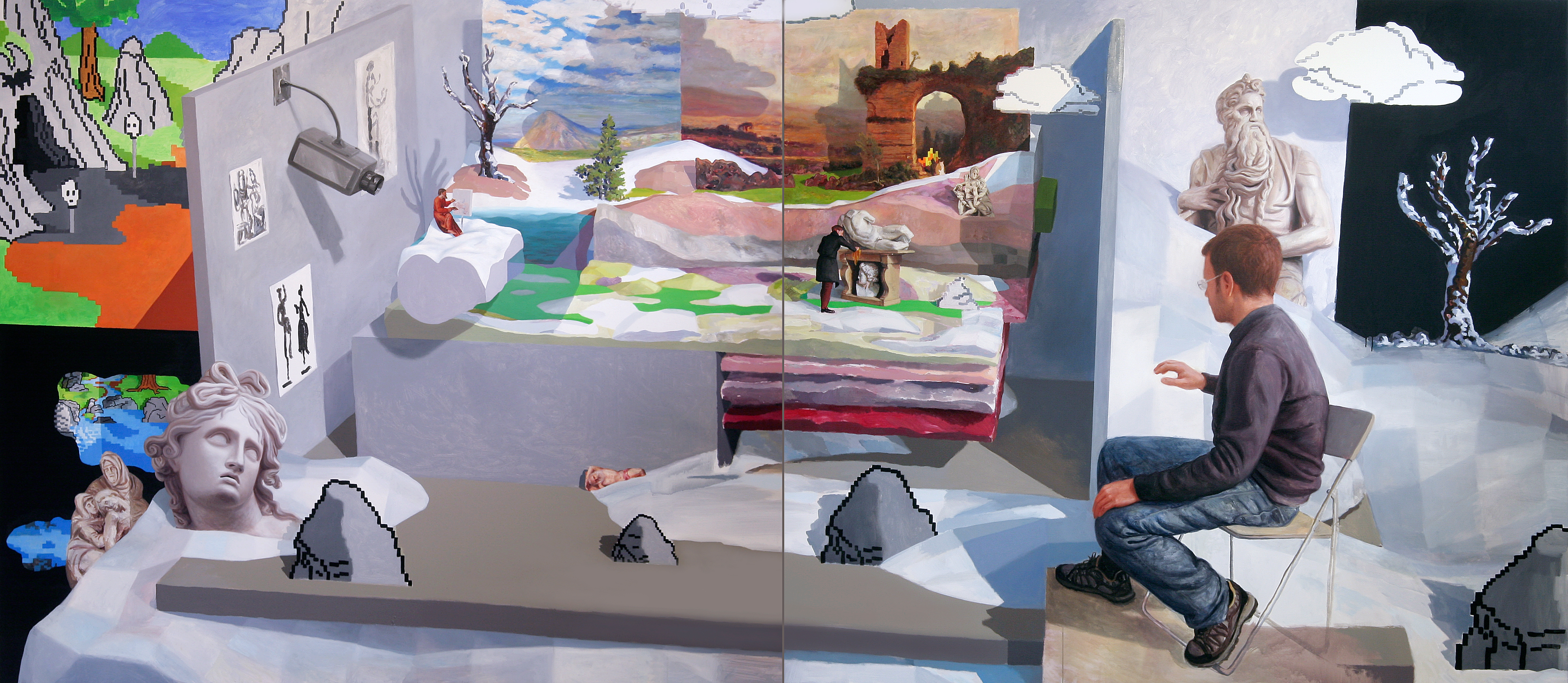
『Thawing』（2008年）
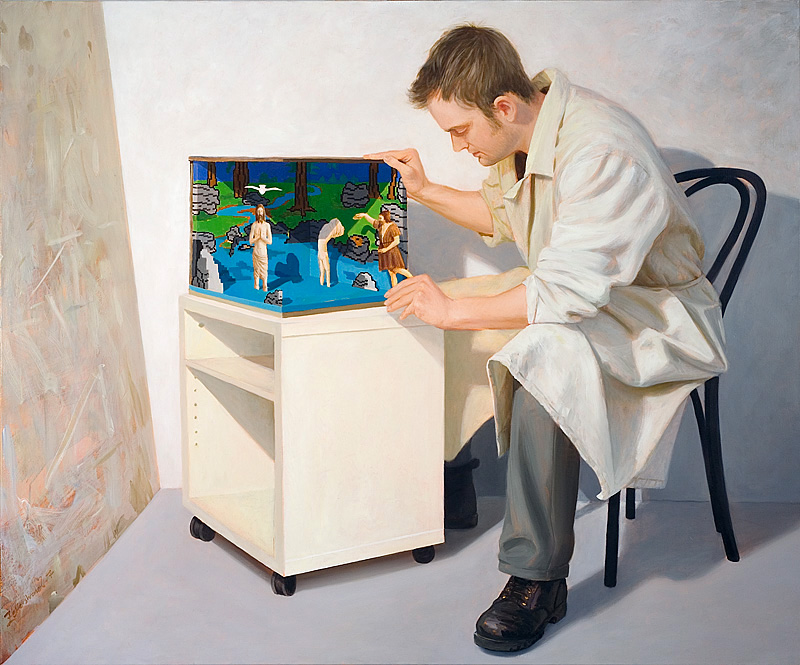
『Artist and still life』（2007年）
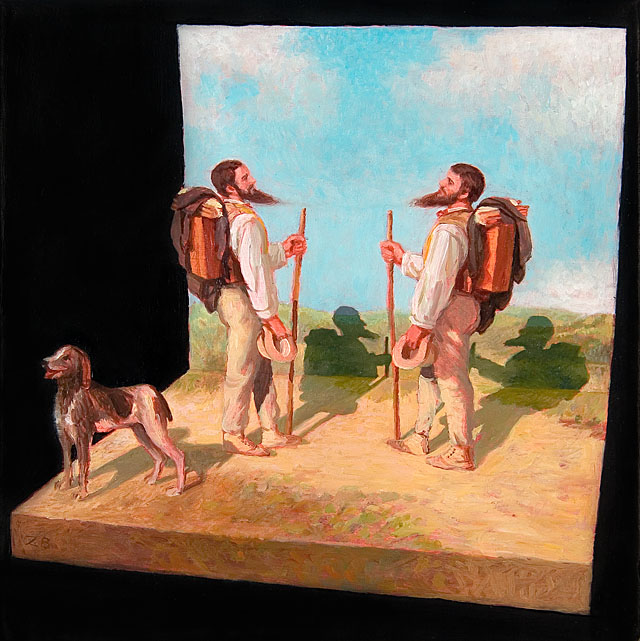
『Bonjour Monsieur Courbet』（2008年）
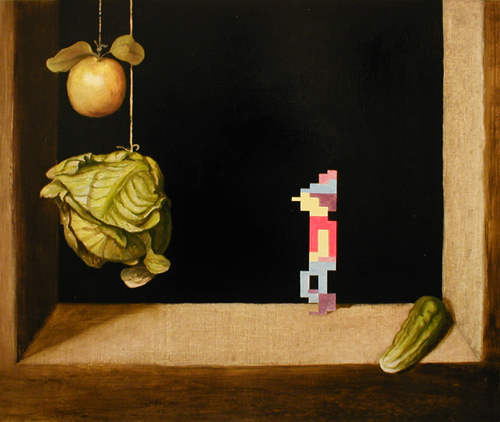
『Graham』（2003年）

## 関連文献
- Jansson, Mathias (2010年3月24日). “Interview: From traditional painting to Game Art: Kristoffer Zetterstrand” (英語).   Gamescenes. 2023年2月13日閲覧。
- Jansson, Mathias (2012年1月19日). “Kristoffer Zetterstrand: King of Old School” (英語).   Art21 magazine. 2023年1月23日時点のオリジナルよりアーカイブ。2023年2月13日閲覧。
- “Pixels and Painting: Artist Talk with Kristoffer Zetterstrand” (英語).   Art Babble, Indianapolis Museum of Art (2012年9月7日). 2023年2月13日閲覧。 (動画、1:06:50)
- Zetterstrand, Kristoffer、Håkan Nilsson (text)（英語）『Virtual Artifacts: Works 2002–2009』Biondi、Bandhagen、2009年。ISBN 9789197442251。